# Colin Clark (filmowiec)
Colin Clark (ur. 9 października 1932 w Londynie, zm. 17 grudnia 2002 tamże) – brytyjski pisarz i twórca filmowy, specjalizujący się w produkcjach kinowych i telewizyjnych propagujących sztukę.

## Życiorys
Był synem lorda Clarka z Saltwood (historyk sztuki) i młodszym bratem Alana Clarka, konserwatywnego polityka i historyka wojskowości, z którym nie utrzymywał jednak dobrych stosunków.
Urodził się w Londynie. Odebrał wykształcenie w Eton College oraz kolegium Christ Church na Oxfordzie. W latach 1951–1953 odbył służbę wojskową jako podporucznik lotnictwa w Królewskich Siłach Lotniczych.
Pierwszą pracą Clarka po ukończeniu studiów było stanowisko asystenta reżysera przy filmie Książę i aktoreczka (1957) w reżyserii Laurence’a Oliviera, w którym główne role zagrali Olivier i Marilyn Monroe. Doświadczenie to Clark opisał później w dwóch książkach – w zbiorze pamiętników (na podstawie których zrealizowano również film dokumentalny dla telewizji w 2004) oraz we wspomnieniach jego rzekomego związku z Monroe. Czas, który Clark spędził z Monroe, stanowi podstawę filmu z 2011 Mój tydzień z Marilyn, w reżyserii Simona Curtisa, z Michelle Williams (Złoty Glob 2012, nominacja do Oscara 2012 za główną rolę żeńską).
Później kontynuował współpracę z Olivierem przy takich filmach, jak m.in. Music-Hall oraz przy niektórych jego brytyjskich produkcjach teatralnych. Następnie pracował dla Telewizji Granada w Manchester, początkowo jako kierownik planu, a później jako asystent szefa studia Denisa Formana oraz kierownik działu projektowego. Po przeprowadzce do Nowego Jorku w 1960 Clark brał udział w tworzeniu edukacyjnego pasma telewizyjnego sieci PBS – Kanału 13. Program nadawano ze stanu New Jersey, a jego treść miała obejmować sztukę i kulturę okolic Nowego Jorku. Clark stworzył również cykl programów Art: New York oraz nagrał koncerty Theloniousa Monka i Sonny’ego Rollinsa.
Powrócił do Wielkiej Brytanii w 1965, by podjąć pracę dla telewizji Associated TeleVision, gdzie wyprodukował wiele filmów dokumentalnych, w tym cykle z Angusem Wilsonem i Bernardem Levinem. Wyreżyserował również cykl odcinków przybliżających widzom świat sztuki. Prezenterem tej serii był jego ojciec, sir Kenneth Clark, który poróżnił się ze stacją BBC, produkującą jego wcześniejsze programy tego typu, m.in. Civilisation. W 1971 Clark odszedł z ATV, by spróbować sił jako niezależny producent filmowy. Właśnie wtedy zrealizował kolejne filmy dokumentalne o tematyce kulturalnej dla różnych sponsorów oraz Muzeum Getty’ego, a także film, w którym Alastair Cooke przeprowadzał wywiad z księciem Karolem. Choć większość jego twórczości była produkowana na rynek amerykański, Clark kierował częścią prac z Londynu z powodu niższych kosztów oraz dlatego, że (jak powiedział), Amerykanie mieli ubogą tradycję i niewielkie doświadczenie w realizowaniu filmów dokumentalnych.
Wycofał się z realizowania filmów w 1987 na rzecz pisania książek. Zmarł w grudniu 2002 roku w Londynie.